# 好川之範
好川 之範（よしかわ ゆきのり、1946年3月3日 - 2020年7月29日）は、日本の歴史家、幕末史研究家。北海道出身。
会津藩士好川範之丞の玄孫であり、旧斗南藩領藤坂村（現青森県上北郡十和田市）村長好川範之助の曾孫。本名は、克美。

## 来歴
札幌市生まれ。札幌光星高等学校、駒澤大学経済学部卒業。札幌市役所に勤務し札幌市環境計画部長、札幌市教育文化会館館長、札幌市民芸術祭実行委員会事務局長を歴任。
幕末明治史研究を専門とする。日本ペンクラブ会員。日本文芸家協会会員。新選組友の会会員。北海道幕末維新史研究会副代表。
2020年5月に倒れ、7月29日に死去。

## 著書
- 『啄木の札幌放浪』小林エージェンシー 1986
- 『幕末の密使 会津藩士雑賀孫六郎と蝦夷地』 (道新選書) 北海道新聞社 1992
- 『箱館戦争全史』新人物往来社 2009
- 『坂本龍馬 志は北にあり』北海道新聞社 2010
- 『幕末のジャンヌ・ダルク新島八重』(新人物文庫) 新人物往来社 2012
- 『八重とその時代 幕末と明治を生きた人々』写真・文 歴史春秋出版 2013
- 『土方歳三最後の戦い 北海道199日』北海道新聞社 2014
- 『北の会津士魂 戊辰150年記念出版』歴史春秋出版 2018

### 共編著
- 『北海道の不思議事典』赤間均共編 新人物往来社 2006
- 『箱館戦争銘々伝』上・下 近江幸雄共編 新人物往来社 2007
- 『高田屋嘉兵衛のすべて』須藤隆仙共編 新人物往来社 2008
- 『北海道謎解き散歩　アイヌ地名・土方歳三・日本ハムファイターズまで』赤間均共編 新人物文庫 2011